# Discografia dei Super Junior
La discografia dei Super Junior, una boy band creata dall'agenzia sudcoreana SM Entertainment è composta da cinque album studio, quattro album live e sette compilation. Il gruppo ha inoltre contribuito a numerose colonne sonore ed ha pubblicato vari singoli in diversi formati ed in diverse lingue.

## Album

### Album in studio
| Anno                                                       | Informazioni | Posizioni in classifica | Posizioni in classifica | Posizioni in classifica | Posizioni in classifica | Posizioni in classifica | Posizioni in classifica | Vendite                               |
| Anno                                                       | Informazioni | CN                      | JP                      | SK                      | TH                      | TW                      | PHI                     | Vendite                               |
| ---------------------------------------------------------- | --- | ----------------------- | ----------------------- | ----------------------- | ----------------------- | ----------------------- | ----------------------- | ------------------------------------- |
| 2005                                                       | SuperJunior05 (TWINS) - Data di pubblicazione: December 5, 2005 - Lingua: Coreano - Formati: CD, DVD                                                 | –                       | –                       | 3                       | –                       | –                       | –                       | 86,659+ (2008) (Coreano version)      |
| 2007                                                       | Don't Don - Data di pubblicazione: 20 settembre 2007 - Lingua: Coreano - Formati: CD, DVD - Versioni: 1, 2, 3, 4                                     | 1                       | 15                      | 1                       | 1                       | 3                       | 1                       | 190,000+ (2008) (Versione coreana)    |
| 2009                                                       | Sorry, Sorry - Data di pubblicazione: 12 marzo 2009 - Lingua: Coreano - Formati: CD, DVD - Versioni: A, B, C, D - Certificazioni: Oro (PH)           | 1                       | 12                      | 1                       | 1                       | 1                       | 1                       | 265,000+ (Coreano version)            |
| 2010                                                       | Bonamana - Data di pubblicazione: 13 maggio 2010 - Lingua: Coreano - Formati: CD, DVD - Versioni: A, B, C - Certificazioni: Oro (PH) 6x Platino (TW) | 1                       | 5                       | 1                       | 1                       | 1                       | 1                       | 310,000+ (Coreano version)            |
| 2011                                                       | Mr. Simple - Data di pubblicazione: 3 agosto 2011 - Lingua: Coreano - Formati: CD, DVD - Versions:A, B, C                                            | 1                       | 17                      | 1                       | 1                       | 1                       | 1                       | 473,242+ or 479,329 (Coreano version) |
| 2012                                                       | Sexy, Free & Single - Data di pubblicazione: 4 luglio 2012 - Lingua: Coreano - Formati: CD - Versioni: A                                             |                         | –                       | –                       | –                       | –                       | –                       |                                       |
| "—" denota che l'album non è entrato in quella classifica. | |                         |                         |                         |                         |                         |                         |                                       |

### Album dal vivo
| 1                                                          | 2008 | Super Show Tour Concert Album - Data di pubblicazione: 19 maggio 2008 - Formati: CD, DVD     | 1 | 230 |
| 2                                                          | 2009 | Super Show 2 Tour Concert Album - Data di pubblicazione: 10 dicembre 2009 - Formati: CD, DVD | 1 | 81  |
| 3                                                          | 2011 | Super Show 3 Tour Concert Album - Data di pubblicazione: 24 ottobre 2011 - Formati: CD, DVD  | 1 | –   |
| "—" denota che l'album non è entrato in quella classifica. |      |                                                                                              |   |     |

## Singoli

### Singoli coreani
| Anno                                                          | Informazioni | Posizioni in classifica | Posizioni in classifica | Posizioni in classifica | Posizioni in classifica | Posizioni in classifica | Vendite                    |
| Anno                                                          | Informazioni | CN                      | JP                      | SK                      | TH                      | TW                      | Vendite                    |
| ------------------------------------------------------------- | --- | ----------------------- | ----------------------- | ----------------------- | ----------------------- | ----------------------- | -------------------------- |
| 2005                                                          | Show Me Your Love - Singolo in collaborazione con i TVXQ - Data di pubblicazione: 15 dicembre 2005 - Lingua: Coreano - Formati: CD | –                       | –                       | 1                       | 8                       | –                       | 67,000+ (Versione coreana) |
| 2006                                                          | U - Data di pubblicazione: 9 giugno 2006 - Lingua: Coreano - Formati: CD, DVD                                                      | –                       | –                       | 1                       | 1                       | –                       | 91,416+ (Versione coreana) |
| "—" denota che il singolo non è entrato in quella classifica. | |                         |                         |                         |                         |                         |                            |

### Singoli giapponesi
| Anno                                                          | Informazioni | Posizioni in classifica | Posizioni in classifica | Posizioni in classifica | Posizioni in classifica | Posizioni in classifica | Vendite                 |
| Anno                                                          | Informazioni | CN                      | JP                      | SK                      | TH                      | TW                      | Vendite                 |
| ------------------------------------------------------------- | --- | ----------------------- | ----------------------- | ----------------------- | ----------------------- | ----------------------- | ----------------------- |
| 2011                                                          | 美人 (BONAMANA) - Data di pubblicazione: 8 giugno 2011 - Lingua: Giapponese - Formati: CD, CD+DVD                      | –                       | 2                       | –                       | –                       | 2                       | 67,613+ (Oricon chart)  |
| 2011                                                          | Mr. Simple - 2nd Giapponese Single - Data di pubblicazione: 7 dicembre 2011 - Lingua: Giapponese - Formati: CD, CD+DVD | –                       | 2                       | –                       | –                       | –                       | 102,042+ (Oricon chart) |
| 2012                                                          | Opera - Data di pubblicazione: 9 maggio 2012 - Formati: CD, CD+DVD                                                     | -                       | 3                       | -                       | –                       | –                       | 180,385+                |
| 2012                                                          | Sexy, Free & Single - Data di pubblicazione: 22 agosto 2012 - Formati: CD, CD+DVD                                      | –                       | –                       | –                       | –                       | –                       | –                       |
| 2013                                                          | Blue World - Data di pubblicazione: 11 dicembre 2013 - Formati: CD, CD+DVD                                             | –                       | –                       | –                       | –                       | –                       | –                       |
| "—" denota che il singolo non è entrato in quella classifica. | |                         |                         |                         |                         |                         |                         |

### Singoli speciali
| Anno                                                          | Informazioni | Posizioni in classifica | Posizioni in classifica | Posizioni in classifica | Posizioni in classifica | Posizioni in classifica | Vendite                |
| Anno                                                          | Informazioni | CN                      | JP                      | SK                      | TH                      | TW                      | Vendite                |
| ------------------------------------------------------------- | --- | ----------------------- | ----------------------- | ----------------------- | ----------------------- | ----------------------- | ---------------------- |
| 2008                                                          | U/Twins - Data di pubblicazione: 9 luglio 2008 - Lingua: Giapponese, coreano - Formati: CD, DVD                             | –                       | 4                       | –                       | –                       | –                       | 20,375+ (Oricon chart) |
| 2008                                                          | Marry U - Data di pubblicazione: 26 novembre 2008 - Lingua: Giapponese - Formati: CD, DVD                                   | –                       | 9                       | –                       | –                       | –                       | –                      |
| 2010                                                          | Victory Korea - Dream Come True OST - Data di pubblicazione: 20 maggio 2010 - Lingua: Coreano - Formati: CD                 | –                       | –                       | 1                       | –                       | –                       | –                      |
| 2012                                                          | Oppa, Oppa - Features Donghae & Eunhyuk - Data di pubblicazione: 4 aprile 2012 - Language: Giapponese - Formati: CD, CD+DVD | –                       | 2                       | –                       | –                       | –                       | 80.000+ (Oricon chart) |
| "—" denota che il singolo non è entrato in quella classifica. | |                         |                         |                         |                         |                         |                        |

## Collaborazioni a colonne sonore
| Titolo                                                        | Data di pubblicazionie                     | Lingua  | Etichetta        | Brani interpretati                      |
| ------------------------------------------------------------- | ------------------------------------------ | ------- | ---------------- | --------------------------------------- |
| Rainbow Romance Original Soundtrack                           | 12 luglio 2006                             | Coreano | EMI Music Korea  | 2. "Can It Be Love?"                    |
| H.I.T Original Soundtrack                                     | 4 aprile 2007                              | Coreano |                  | 1. "Success" 6. "H.I.T"                 |
| Attack on the Pin-Up Boys Original Soundtrack                 | 26 luglio 2007                             | Coreano | SM Entertainment | 1. "Wonder Boy" 5. "Are you ready?"     |
| Thirty Thousand Miles In Search of My Son Original Soundtrack | 22 novembre 2007                           | Coreano |                  | 8. "Our Love (Our Love)" (Drama Ver.)   |
| Tazza Original Soundtrack                                     | 30 settembre 2008 (Digital) 9 ottobre 2008 | Coreano | Doremi Media     | 4. "Love Really Hurts"                  |
| Xanadu Original Soundtrack                                    | 15 ottobre 2008                            | Coreano |                  | 1. "Suddenly" 2. "Don't Walk Away"      |
| Namhan Sansung Musical Original Soundtrack                    | 23 settembre 2009                          | Coreano |                  | 1. "The Trap of North Gate"             |
| The Royal Musical Original Soundtrack                         | 9 ottobre 2009                             | Coreano |                  | 1. "I Akilla You"                       |
| Loving You a Thousand Times Original Soundtrack (Part. 2)     | 30 ottobre 2009                            | Coreano |                  | 1. "초별(First Star)"                   |
| PASTA Original Soundtrack                                     | 4 gennaio 2010                             | Coreano |                  | 1. "Listen... To You"                   |
| Cinderella's Sister Original Soundtrack                       | 15 aprile 2010                             | Coreano |                  | 1. "It Has To Be You"                   |
| Oh! My Lady Original Soundtrack (Part. 3)                     | 10 maggio 2010                             | Coreano |                  | 1. "Motnatjyo (못났죠)"                 |
| Baker King, Kim Tak Goo Original Soundtrack (Part. 5)         | 5 agosto 2010                              | Coreano |                  | 1. "Hope Is A Dream That Doesn't Sleep" |
| HARU Original Soundtrack                                      | 8 ottobre 2010 (Digital) 18 novembre 2010  | Coreano | KT Music         | 6. "Angel"                              |
| Home Sweet Home Original Soundtrack (Part. 3)                 | 11 novembre 2010                           | Coreano |                  | 1. "Smile Again"                        |
| President Original Soundtrack (Part. 1)                       | 15 dicembre 2010                           | Coreano |                  | 1. "Biting My Lips"                     |
| It's Okay, Daddy's Daughter Original Soundtrack (Part. 3)     | 22 dicembre 2010                           | Coreano |                  | 1. "Just Like Now"                      |
| President Original Soundtrack (Part. 2)                       | 30 dicembre 2010                           | Coreano |                  | 1. "Loving You"                         |
| Paradise Ranch Original Soundtrack (Part. 2)                  | 31 gennaio 2011                            | Coreano |                  | 2. "Waiting For You"                    |
| Spy Myeong Wol Original Soundtrack (Part. 3)                  | 18 luglio 2011                             | Coreano |                  | 1. "If You Love More"                   |
| Warrior Baek Dongsoo Original Soundtrack (Part. 2)            | 18 luglio 2011                             | Coreano |                  | 1. "For One Day"                        |
| Poseidon Original Soundtrack (Part. 2)                        | 10 ottobre 2011                            | Coreano |                  | 1. "The Way to Break Up"                |
| History of a Salaryman Original Soundtrack (Part. 2)          | 3 gennaio 2012                             | Coreano |                  | 1. "Bravo" con Key Shinee               |

## Altre pubblicazioni
| Anno                                                               | Informazioni | Posizioni in classifica | Posizioni in classifica | Posizioni in classifica | Posizioni in classifica | Posizioni in classifica | Vendite                |
| Anno                                                               | Informazioni | CN                      | JP                      | SK                      | TH                      | TW                      | Vendite                |
| ------------------------------------------------------------------ | --- | ----------------------- | ----------------------- | ----------------------- | ----------------------- | ----------------------- | ---------------------- |
| 2007                                                               | U Taiwan Limited EP - Data di pubblicazione: 15 giugno 2007 - Lingua: Mandarino, coreano - Formati: CD, DVD                    | –                       | –                       | –                       | –                       | –                       | N/A                    |
| 2008                                                               | 1st PREMIUM EVENT in Japan - Data di pubblicazione: 24 settembre 2008 - Lingua: Giapponese, coreano - Formati: DVD             | –                       | –                       | –                       | –                       | –                       | N/A                    |
| 2011                                                               | Japan Limited Special Edition - Super Show 3 - Data di pubblicazione: 16 febbraio 2011 - Lingua: Giapponese - Formati: CD, DVD | –                       | 3                       | –                       | –                       | –                       | 12,851+ (Oricon chart) |
| "—" denota che la pubblicazione non è entrata in quella classifica | |                         |                         |                         |                         |                         |                        |

### Singoli Digitali
| Anno                                                               | Informazioni | Posizioni in classifica | Posizioni in classifica | Posizioni in classifica | Posizioni in classifica | Posizioni in classifica | Vendite |
| Anno                                                               | Informazioni | CN                      | JP                      | SK                      | TH                      | TW                      | Vendite |
| ------------------------------------------------------------------ | --- | ----------------------- | ----------------------- | ----------------------- | ----------------------- | ----------------------- | ------- |
| 2007                                                               | Someone Special - Featuring Sungmin, Dana, Lina - Data di pubblicazione: 9 marzo 2007 - Lingua: Coreano - Formati: Digitale                                 | –                       | –                       | –                       | –                       | –                       | –       |
| 2009                                                               | Happy Bubble - Featuring Donghae, Kyuhyun, Han Ji Min - Data di pubblicazione: 20 agosto 2009 - Lingua: Coreano - Formati: Digitale                         | –                       | –                       | –                       | –                       | –                       | –       |
| 2009                                                               | S.E.O.U.L. - Featuring Super Junior, Girls' Generation - Data di pubblicazione: 8 dicembre 2009 - Lingua: Coreano - Formati: Digitale                       | –                       | –                       | –                       | –                       | –                       | –       |
| 2010                                                               | Strong Heart - Featuring Donghae, One Way's Chance - Data di pubblicazione: 21 luglio 2010 - Lingua: Coreano - Formati: Digitale                            | –                       | –                       | –                       | –                       | –                       | –       |
| 2010                                                               | Tok Tok Tok - Featuring Leeteuk, Heechul, Shindong, Sungmin, Eunhyuk, Donghae - Data di pubblicazione: 16 agosto 2010 - Lingua: Coreano - Formati: Digitale | –                       | –                       | –                       | –                       | –                       | –       |
| 2010                                                               | Falling in Love with a Friend - Featuring Ryeowook, Beige - Data di pubblicazione: 30 settembre 2010 - Lingua: Coreano - Formati: Digitale                  | –                       | –                       | –                       | –                       | –                       | –       |
| 2011                                                               | Please - Featuring Leeteuk, Shindong - Data di pubblicazione: 16 gennaio 2011 - Lingua: Coreano - Formati: Digitale                                         | –                       | –                       | –                       | –                       | –                       | –       |
| 2011                                                               | Grumbling - Featuring Leeteuk, Krystal - Data di pubblicazione: 29 gennaio 2011 - Lingua: Coreano - Formati: Digitale                                       | –                       | –                       | –                       | –                       | –                       | –       |
| 2011                                                               | Ice Cream - Featuring Leeteuk, JOO - Data di pubblicazione: 16 maggio 2011 - Lingua: Coreano - Formati: Digitale                                            | –                       | –                       | –                       | –                       | –                       | –       |
| 2011                                                               | Breakup Are So Like Me - Featuring Heechul, Kim Jang Hoon - Data di pubblicazione: 26 settembre 2011 - Lingua: Coreano - Formati: Digitale                  | –                       | –                       | –                       | –                       | –                       | – -     |
| 2011                                                               | Dreams Come True - Featuring Donghae, Seohyun - Data di pubblicazione: 11 ottobre 2011 - Lingua: Coreano - Formati: Digitale                                | –                       | –                       | –                       | –                       | –                       | – -     |
| 2011                                                               | Late Autumn - Featuring Kyuhyun - Data di pubblicazione: 27 ottobre 2011 - Lingua: Coreano - Formati: Digitale                                              | –                       | –                       | –                       | –                       | –                       | – -     |
| 2011                                                               | Oppa, Oppa - Featuring Donghae & Eunhyuk - Data di pubblicazione: 16 dicembre 2011 - Lingua: Coreano - Formati: Digitale                                    | –                       | –                       | –                       | –                       | –                       | –       |
| "—" denota che la pubblicazione non è entrata in quella classifica | |                         |                         |                         |                         |                         |         |

## Apparizioni in altri album
| Anno | Informazioni | Posizioni in classifica | Posizioni in classifica | Posizioni in classifica | Posizioni in classifica | Posizioni in classifica    | Vendite                     | Brani                                        |
| Anno | Informazioni | CN                      | JP                      | SK                      | TH                      | TW                         | Vendite                     | Brani                                        |
| --- | --- | ----------------------- | ----------------------- | ----------------------- | ----------------------- | -------------------------- | --------------------------- | -------------------------------------------- |
| 2007 | |                         |                         |                         |                         |                            |                             |                                              |
| One More Time, OK? - Artist: The Grace - Data di pubblicazione: 4 maggio 2007 - Lingua: Coreano - Formati: CD              | – | –                       | 1                       | –                       | –                       | 17,712+ (Versione coreana) | 10. "Just For One Day"      |                                              |
| The 2nd Asia Tour Concert 'O' Live - Artist: TVXQ - Data di pubblicazione: 18 giugno 2007 - Lingua: Coreano - Formati: DVD | – | –                       | 1                       | –                       | –                       | –                          | 17. "Spokes Man"            |                                              |
| 2008 | I WILL - Artist: Zhang Liyin - Data di pubblicazione: 28 marzo 2008 - Lingua: Mandarino, Coreano - Formati: CD, DVD                             | 1                       | –                       | 12                      | –                       | 8                          | 280,000+ (Versione cinese)  | 1. "Intro (First Love)"                      |
| 2008 | Mirotic - Artist: TVXQ - Data di pubblicazione: 12 dicembre 2008 - Lingua: Coreano - Formate: CD, DVD                                           | –                       | –                       | 1                       | 1                       | 1                          | 580,488+ (Versione coreana) | 6. "Wish"                                    |
| 2008 | Sang Geun's Wish - Artist: Vari - Release: 23 dicembre 2008 - Lingua: Coreano - Formati: CD                                                     | –                       | –                       | –                       | –                       | –                          | –                           | 4. "Now We Go To Meet"                       |
| 2009 | Yoo Young Suk 20th Anniversary Special Album Part. 1 - Artist: Vari - Data di pubblicazione: 30 giugno 2009 - Lingua: Coreano - Formate: CD     | –                       | –                       | –                       | –                       | –                          | –                           | 1. "7 Years Of Love"                         |
| 2010 | SM The Ballad Vol. 1 – 너무 그리워 (Miss You) - Artist: SM The Ballad - Data di pubblicazione: 29 novembre 2010 - Lingua: Coreano - Formate: CD | –                       | –                       | 1                       | –                       | –                          | 23,162+ (Versione coreana)  | 1. "Miss You" 2. "Hot Times" 3. "Love Again" |
| 2011 | Cooperation Album Part. 1 - Artist: Various - Data di pubblicazione: 15 luglio 2011 - Lingua: Coreano - Formate: CD                             | –                       | –                       | –                       | –                       | –                          | –                           | 1. "I am Behind You"                         |
| "—" denota che la pubblicazione non è entrata in quella classifica                                                         | |                         |                         |                         |                         |                            |                             |                                              |